# Viereckschanze bei Gögglbach
Die verschwundene Viereckschanze bei Gögglbach liegt bei Gögglbach, einem Gemeindeteil der oberpfälzischen Stadt Schwandorf im Landkreis Schwandorf von Bayern. Sie gehört zum Bodendenkmal unter der Aktennummer D-3-6638-0009 mit der Beschreibung „mesolithische Freilandstation, Siedlungen der Frühbronzezeit und der Späthallstatt-/Frühlatènezeit, Siedlung und verebnete Viereckschanze der Spätlatènezeit“ geführt.

## Beschreibung
Die verebnete Viereckschanze liegt 1400 m nördlich von  Gögglbach an der Straße, die von Gögglbach nach Naabsiegenhofen führt. Die fast quadratische Anlage hatte eine Größe von 350 m (in Ost-West-Richtung) und 360 m (in Nord-Süd-Richtung). Sie wird von der Straße „Siegenhofener Ring“ durchschnitten. Oberflächlich sind keine Befunde mehr vorhanden, aber die Feldform und der Waldrain bilden auch heute noch die Größe der Viereckschanze ab.